# مشتركانيات
المشتركانيات (الاسم العلمي: Hamamelididae) يعتبر اسم نباتي غير مستخدم لأصنوفة من مرتبة تحت طائفة تتبع كاسيات البذور من شعيبة البذريات. ولأن بعض النباتات المنضوية تحت المشتركانيات تحمل نورات هرية فإنها كانت تعرف سابقاً باسم حاملات النورات الهرية Amentiferae. استنادا إلى أعمال نسالة جزيئية يبدو أن المشتركانيات هي مجموعة متعددة الأشكال. 

## التصنيف
- فوق رتبة Buxanae
- فوق رتبة Hamamelidanae
  - رتبة Saxifragales
- فوق رتبة Barbeyanae (رتبة الورديات)
- فوق رتبة Daphniphyllanae
  - رتبة Saxifragales
- فوق رتبة Faganae
  - رتبة Fagales
- فوق رتبة Casuarinanae
  - رتبة Fagales
- فوق رتبة Juglandanae
  - رتبة Fagales